# Marcus Fabius Dorsuo
Marcus Fabius Dorsuo entstammte dem römischen Adelsgeschlecht der Fabier und war 345 v. Chr. Konsul.

## Leben
Marcus Fabius Dorsuo war wahrscheinlich der Sohn des Gaius Fabius Dorsuo, der angeblich während des Gallierangriffs auf Rom nach der Schlacht an der Allia unbeschadet ein Opfer im Tempel der Vesta darbringen konnte (390 v. Chr.).
Fabius gelangte 345 v. Chr. zusammen mit Servius Sulpicius Camerinus Rufus zum Konsulat. Die beiden Konsuln konnten die stark befestigte Stadt Sora, die den Volskern gehörte, erobern.